# Jurij Kononenko

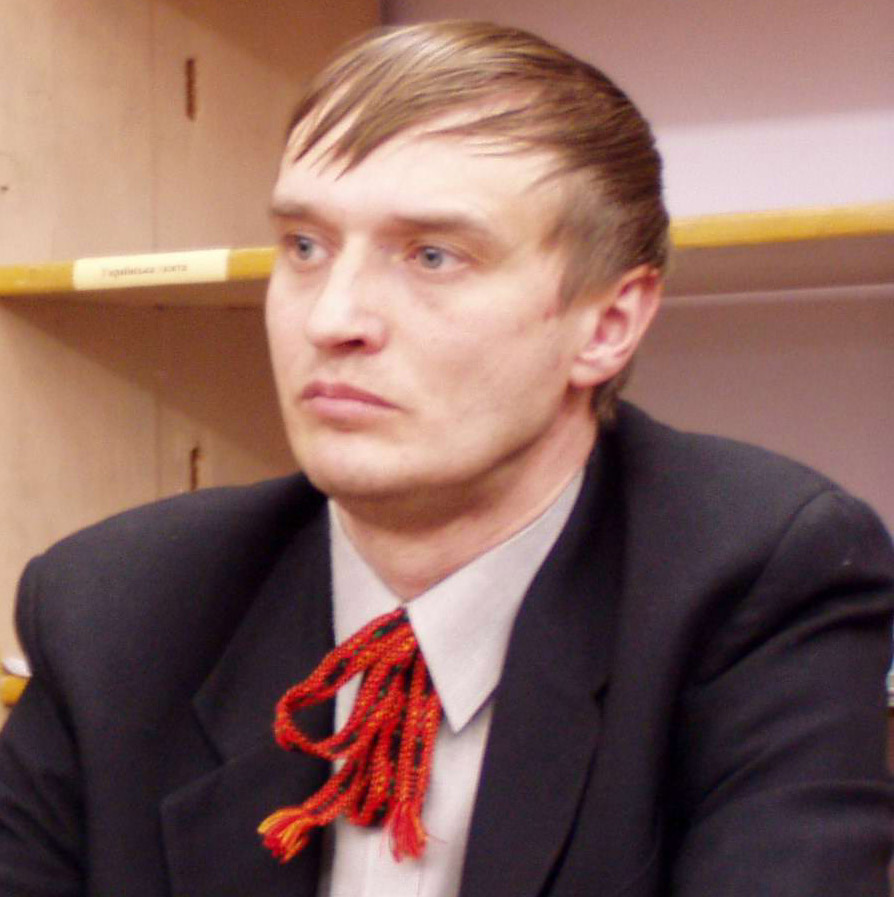
Jurij Kononenko w Bibliotece Literatury Ukraińskiej w Moskwie, 2005

Jurij Kononenko, ukr. Юрій Григорович Кононенко (ur. 14 lipca 1958 w Charkowie) – w latach 1988 - 2008 działacz ukraińskiej diaspory w Moskwie, wiceprezes Związku Ukraińców w Rosji (2005 - 2008), od marca 2014 dyrektor departamentu edukacji ogólnokształcącej i przedszkolnej w Ministerstwie Edukacji i Nauki Ukrainy.
W latach 1961–2008 mieszkał i pracował w Moskwie. W 1989 roku był głównym inicjatorem założenia Biblioteki Literatury Ukraińskiej w Moskwie, a w latach 1989 - 2008 jej dyrektorem. W 2009 roku rosyjscy pogranicznicy nie wpuścili go na terytorium Federacji Rosyjskiej. Od tamtej pory mieszka i pracuje w Kijowie.